# Gene Expression Omnibus
O Gene Expression Omnibus (GEO) é um banco de dados para perfis de expressão gênica e perfis de metilação de RNA gerenciado pelo Centro Nacional de Informações sobre Biotecnologia (NCBI). Esses dados genômicos são derivados de dados experimentais de microarray ou RNA-Seq. Esses dados precisam estar em conformidade com o formato de informações mínimas sobre um experimento de microarray (MIAME).